# Franz Fischer (SS-Sturmscharführer)
Franz Fischer, född 10 december 1901 i Bigge, död 19 september 1989 i Olsberg, var en tysk SS-Sturmscharführer och dömd krigsförbrytare. Han var under andra världskriget verksam vid Gestapo i Nederländerna och ansvarig för deportationer av nederländska judar till nazistiska förintelseläger.
Fischer dömdes till döden i juli 1950, men straffet omvandlades 1951 till livstids fängelse. Han frisläpptes i januari 1989.